# 大貫誠二 (映画プロデューサー)
大貫 誠二（おおぬき せいじ、1965年10月30日 - ）は、日本の映画プロデューサー。東京都出身。株式会社クルーズ代表取締役。

## 略歴
1992年10月、クルーズ設立
クルーズ設立後、広報プロモーションのため、ミュージックビデオやCMの撮影協力を始める

## ファッションショー・イベント
- アディダス × IVY Park ビヨンセ adidas Flagship Store Harajuku　演出協力
- Soulja Boy　お台場 ZEPP TOKYO BMO Music Fest　演出協力
- BJリーグ　東京アパッチ　演出協力
- KREVA(KICK THE CAN CREW)　演出協力
- お台場　マルチプレックス　演出協力
- アキバコレクション ファッションショー　衣装協力
- 東京ストリートコレクション ファッションショー　衣装協力
- 川崎クラブチッタ　CROSS ROAD045　演出協力
- 川崎クラブチッタ　Q-VO　演出協力
- 渋谷クラブP　東京アパッチ 新ユニフォーム発表イベント　演出協力
- 東京ボーイズコレクション ファッションショー　スタイリスト・演出協力
- ボーイズステーション ファッションショー　スタイリスト・演出協力
- ロゼガールズフェスティバル ファッションショー　衣装協力
- WWEプロレス　JAPANツアー　演出協力

## プロデュース作品

### 映画
- 短編映画「ゼロからイチ?アイドル探偵の奮闘記」- スタイリスト(2019年4月公開)
- 短編映画「ファイナルスピリット」- プロデューサー(2019年9月公開)
- 短編映画「きらめけ！VIVACIOUS ANGEL?」- キャスティングプロデューサー(2019年10月公開)
- 短編映画「ゴブンノイチ人生」燃えこれ学園主演 - プロデューサー(2019年12月公開)
- 映画「SEEDA - 花と雨」 - 衣装・演出協力(2020年1月公開)

### テレビ番組・CM
- テレビ朝日「真夏の少年〜19452020」 - 撮影協力
- BS日テレ「おぎやはぎの愛車遍歴 NO CAR, NO LIFE!」 - 布川敏和　出演
- au CM「FULL CONTROL TOKYO」 - 出演
- フジテレビ「カエルの王女さま」 - 撮影協力
- 日本テレビ「日テレジェニックの宝箱リターンズ」 - 撮影協力
- テレビ東京「報道ビジネスニュース」 - オープニングベル 取材
- 日本テレビ「香取慎吾の特上! 天声慎吾」 - 出演
- テレビ東京「おもてなし音楽バラエティ むちゃ∞ブリ!」 - 出演
- テレビ神奈川「チャンネルA」 - 出演
- テレビCM「宅配寿司 銀のさら」
- 東京アパッチ　選手プロモーション用映像 - 撮影協力
- 日本テレビ「グッピー!!」 - 出演
- テレビ東京「神経質バラエティー 心配さん」 - 撮影協力
- TBSテレビ「ワンダフル」 - 出演
- 日本テレビ「スーパージョッキー」 - 撮影協力

### MV
- w-inds.「DoU」撮影協力
- KERENMI「103 feat. motoki ohmori」撮影協力
- KEYTALK「Summer Venus」出演・撮影協力
- DJ RYOW feat.SALU & SOCKS「ORERA NO ERA」撮影協力
- 土屋アンナ・氣志團 「STEP IN TO THE NEW WORLD!」撮影協力
- RIDE RECO SOLDIER「SNAP AND CLAP」撮影協力
- BOOGIE MATSUDA「GOOD CELEBRATION」撮影協力
- 青山テルマ「ONE WAY」撮影協力
- 土屋アンナ「STAYIN' ALIVE」撮影協力
- ゲビル「ワールドワイドワッショイ」撮影協力
- GLAY×EXILE「SCREAM」撮影協力
- 湘南乃風「Real Riders」撮影協力
- 布袋寅泰「バンビーナ」撮影協力